# Tursinxon Xudoyberganov
Tursinxon Aydarovich Xudoybergenov ou Tursinxon Aydarovich Xudaybergenov (en ouzbek : Турсинхон Айдарович Худoйберганов, en russe : Турсинхан Айдарович Худайбергенов Toursinkhan Aïdarovitch Khoudaïberguenov, né le 20 mai 1951 dans le district de Chinoz en RSS d’Ouzbékistan en Union Soviétique) est un homme politique ouzbek.

## Biographie
Xudaybergenov est originaire d'une famille d'origine kazakh du district de Chinoz. Il a étudié à l'Institut pédagogique de Tashkent "Nizami". Il gravit les échelons au ministère des Affaires intérieures. Il occupe, entre autres, le poste d'adjoint au chef de la police de Tachkent et de persécuteur de la province de Khorezm. Il dirige par la suite les affaires internes des provinces de Khorezm et de Ferghana en plus d'être conseiller de président et vice-ministre des Affaires internes. 12 mars 2010, il est nommé comme ministre des Situations d'urgence. Il reste en poste jusqu'au 28 décembre 2016, où le président Shavkat Mirziyoyev le remplace par Rustam Joʻrayev alors que Xudaybergenov prend le poste de conseiller d'État. Il redevient ministre des Situations d'urgence, cette fois par intérim, le 23 avril 2018. Il devient éventuellement ministre en pleine fonction et est reconduit à ce poste le 24 janvier 2020, cinq jours après avoir été nommé au Sénat. Il devient Ministre des Affaires locales et familiales le 1er mars 2022 après confirmation par le parlement.